# Paul Fouchet
Paul-Jacques Fouchet (* 25. Januar 1913 in Nogent-sur-Marne; † 30. Januar 2008 in Paris) war ein französischer Diplomat. Er war Botschafter in Niger, der Dominikanischen Republik, Libyen, Brasilien und Schweden.

## Leben
Paul Fouchet besuchte das Lycée Condorcet in Paris. Er studierte an der Rechtsfakultät der Universität von Paris und dissertierte in Rechtswissenschaften. 1938 wurde er Attaché am französischen Konsulat in Addis Abeba, wo er bis 1939 arbeitete. Während des Zweiten Weltkriegs war Fouchet zunächst von 1939 bis 1940 Dritter Botschaftssekretär in Ankara, danach wirkte er ab 1941 als Attaché am französischen Konsulat in Bagdad. Er kehrte im August 1942 nach Frankreich zurück, wo er nunmehr im Außenministerium arbeitete, bis er nach vier Monaten den Dienst quittierte. Er schloss sich von 1942 bis 1944 der Résistance an. Das Vichy-Regime entband ihn Anfang 1943 vom diplomatischen Dienst.
Kurz darauf holte die französische Exilregierung Paul Fouchet in ihr Sekretariat für auswärtige Angelegenheiten in Algier. Daraufhin wurde er zum Dienst für die alliierte Militärregierung in Italien beordert und war von 1945 bis 1946 französischer Vizekonsul in Mailand. Von 1946 bis 1947 arbeitete er als stellvertretender Kabinettschef des französischen Außenministers. Fouchet war von 1947 bis 1949 als Erster Sekretär bei der französischen Botschaft in Neu-Delhi tätig. Von 1949 bis 1950 beriet er die französische Delegation zum United Nations Special Committee on the Balkans (UNSCOB). Danach arbeitete er von 1951 bis 1952 als Erster Sekretär bei der französischen Botschaft in Athen. Im darauffolgenden Jahr war Fouchet als Rechnungsprüfer am NATO Defense College tätig. Er wirkte ab 1954 als Zweiter Botschaftsrat in Wien, bis er 1959 wieder ins Außenministerium wechselte. Dort war er zunächst Unterdirektor für technische und kulturelle Angelegenheiten, dann Leiter der Abteilung für technische Zusammenarbeit.
Paul Fouchet wurde 1962 französischer Botschafter in Niger, das zwei Jahre zuvor von Frankreich unabhängig geworden war. Dieses Amt übte er bis 1964 aus. Von 1964 bis 1966 war er Botschafter in der Dominikanischen Republik. Dem folgte von 1966 bis 1969 eine Tätigkeit als Botschafter in Libyen. Fouchet kam danach nach Frankreich zurück, wo er erneut in der Zentrale des Außenministeriums arbeitete und stellvertretender Generaldirektor für kulturelle, wissenschaftliche und technische Beziehungen wurde. Er wirkte anschließend von 1972 bis 1975 als Botschafter in Brasilien und zuletzt von 1975 bis 1978 als Botschafter in Schweden.

## Schriften
- La Libye dans le monde moderne. Une nation qui s’affirme sur la scène internationale. In: Le Monde diplomatique. Oktober 1968, S. 25 (französisch, monde-diplomatique.fr).